# Автошлях Н 23
Автошлях Н-23 — автомобільний шлях національного значення на території України, Кропивницький — Кривий Ріг — Запоріжжя. Проходить територією Кіровоградської, Дніпропетровської та Запорізької областей.
Починається у місті Кропивницький, проходить через Кривий Ріг, Апостолове, Нікополь, Марганець і закінчується у місті Запоріжжя. Автошлях побудований впродовж 1960—1970-х років.

## Загальна довжина
Загальна довжина автошляху Кропивницький — Кривий Ріг — Запоріжжя — 255,8 км.
Під'їзд до аеропорту «Кривий Ріг» — 2,4 км.
Разом — 258,2 км.

## Сучасність
З моменту побудови автошлях доведений до параметрів другої технічної категорії. З того 
часу ремонт автошляху здійснювався виключно у рамках експлуатаційного підтримання.
Станом на вересень 2020 року в рамках програми Президента України «Велике будівництво» на території Кіровоградської області відновлюють 82 км автошляху.
У березні 2021 року проведена реконструкція автошляху на території Запорізької області.

## Особливості
На ділянці траси, що проходить дамбою над Каховським водосховищем (4 км), стан дорожного полотна такої поганої якості, що водіям рідко доводиться перемикатися з першої на другу передачу (станом на січень 2015).
Станом на квітень 2018 року дорога не відповідає жодному з ДСТУ, дільниця повністю зруйнована.

## Аварія
На цьому автошляху, на 86 км від міста Кропивницький (прямуючі у напрямку Кропивницького) неподалік села Лозуватка в автокатастрофі загинув український співак Андрій Кузьменко. За день до катастрофи Андрій Кузьменко записав інтерв'ю з водійського крісла, в якому, звертаючись до депутатів, він дав таку характеристику цієї дороги:
|  | «Я би назвав її спа-салоном, панове депутати. Не треба тратити бабки на то, щоби ходити і мнути свою жопу на дорогих масажистів, просто-напросто — сідайте на „таврію“, знімайте крісло, жопу — на банановий ящик, і в цюйво ямку — йобс! І не треба, не треба ні масажа, не треба ламати собі голову куда піти в фітнес-клуб, всьо приходить само-собою…». |

## Галерея

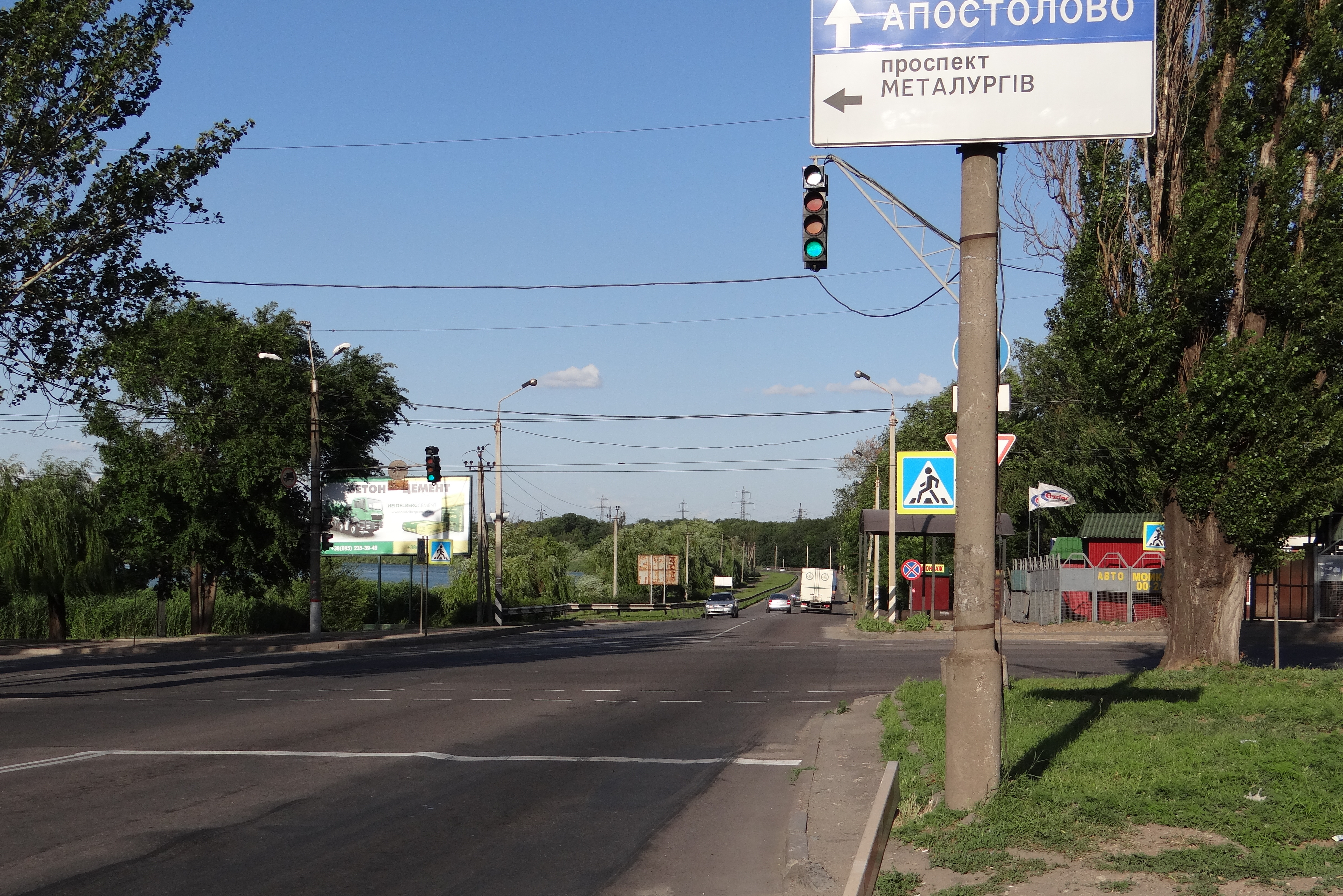
Н23 у центрі Кривого Рогу. У місті виконує функції транзитного коридору
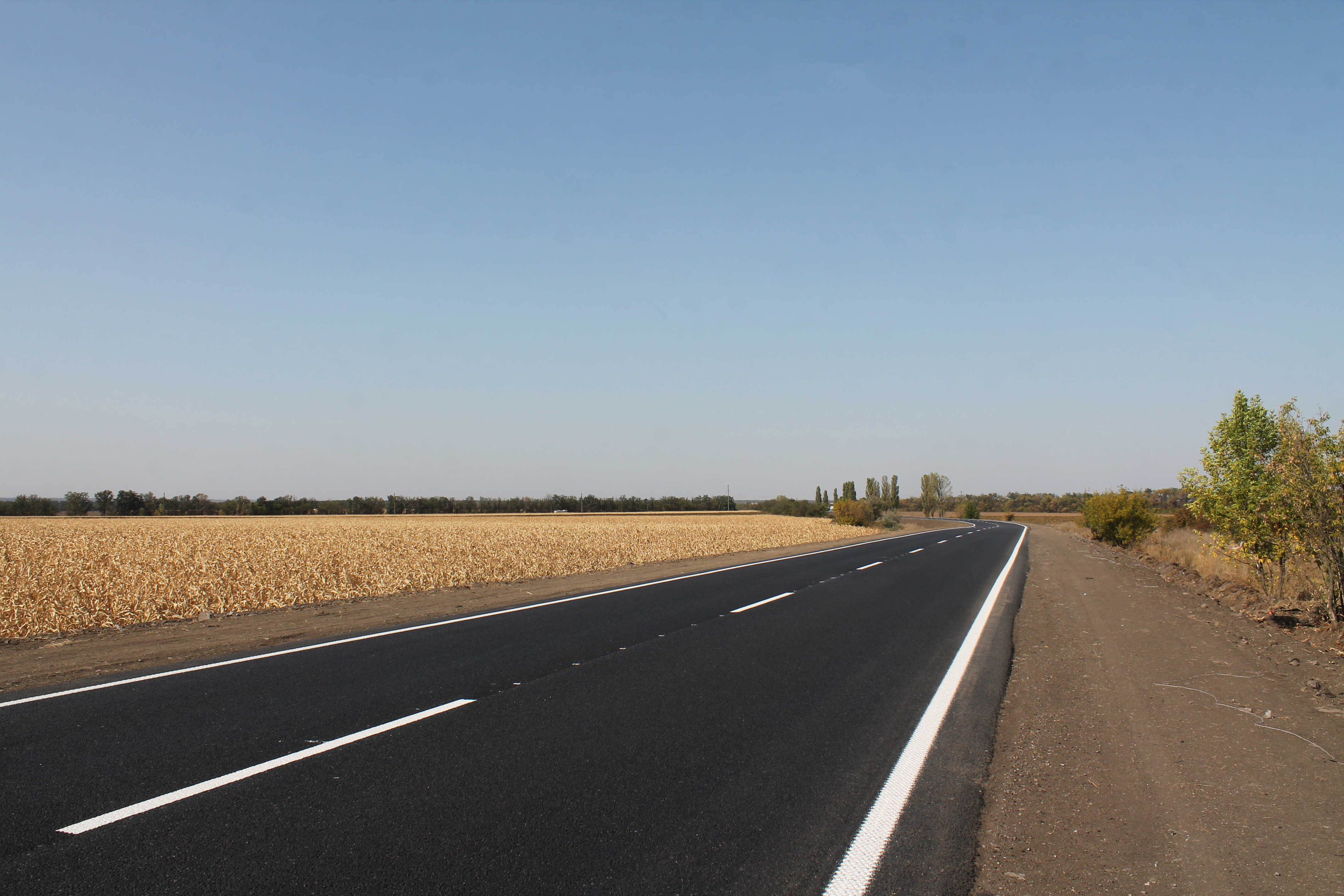
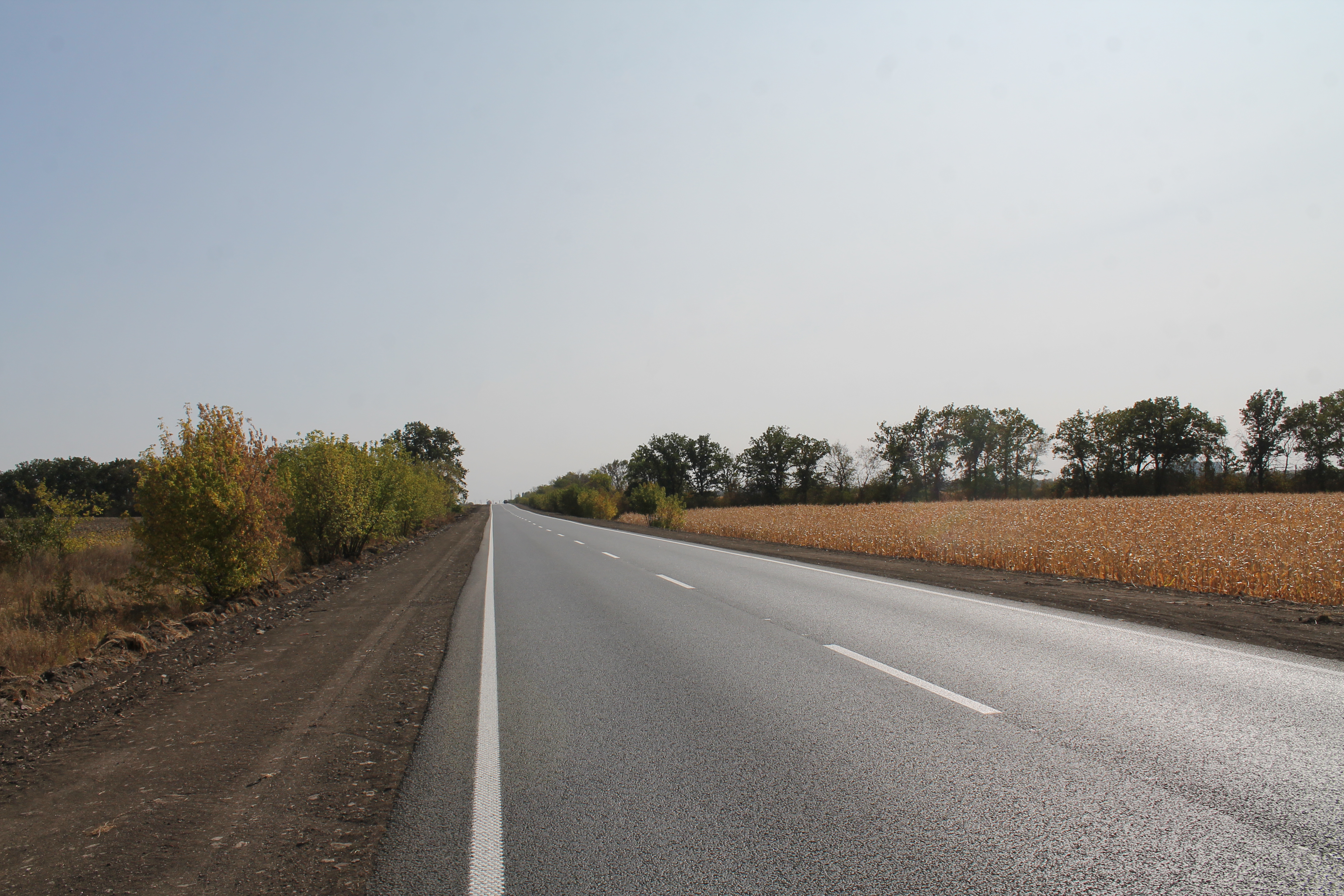
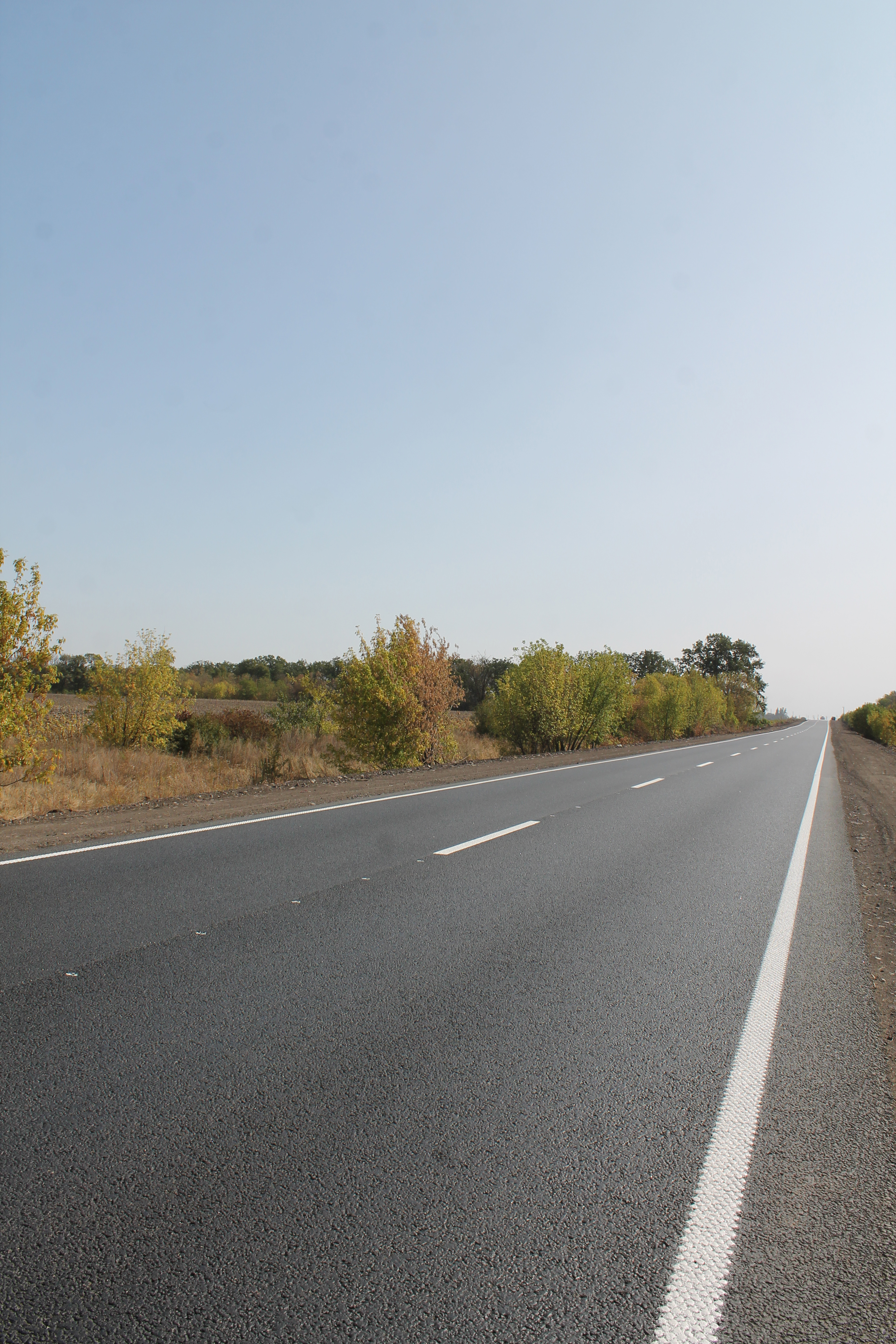
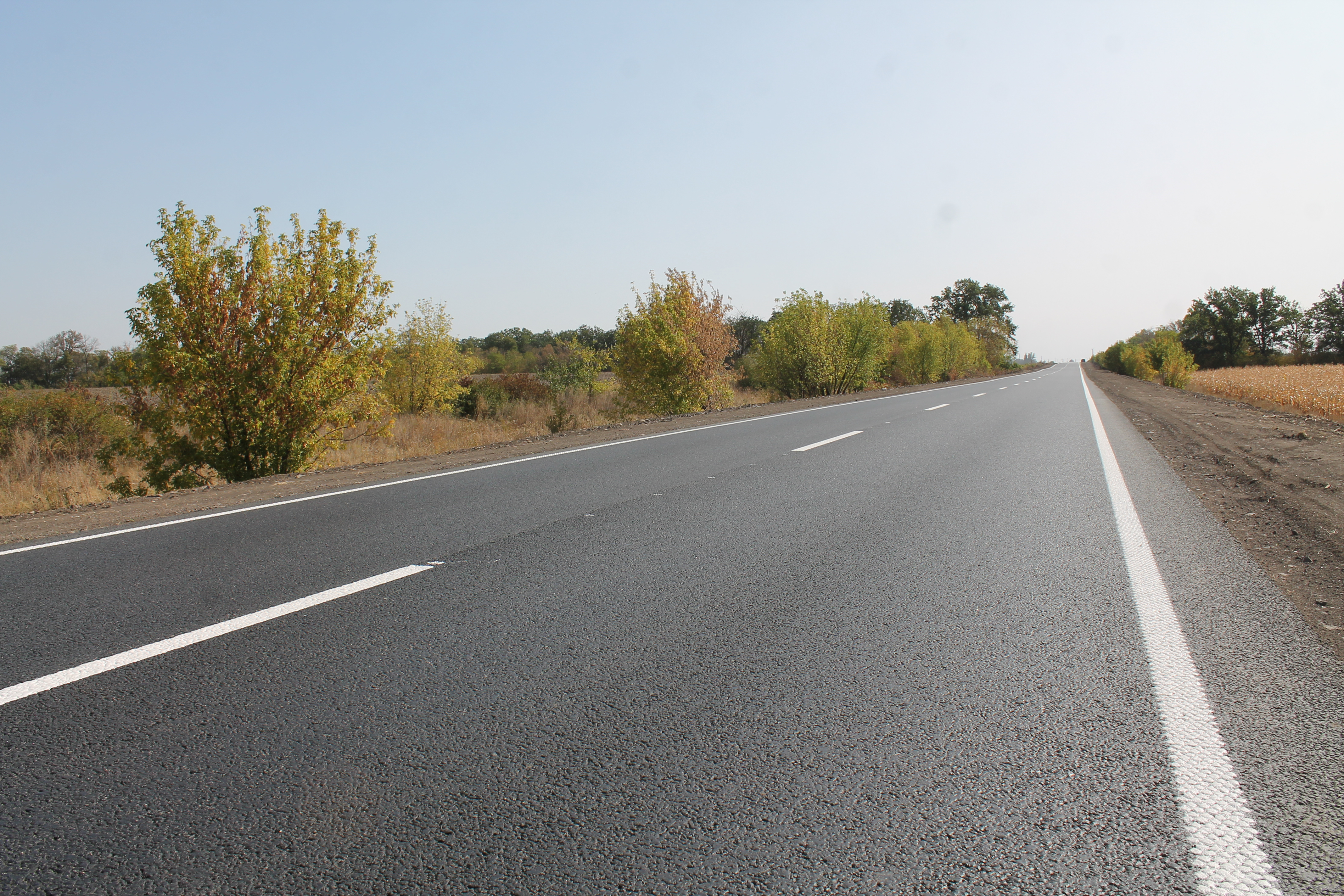